# ジェームズ・キング (声楽家)
ジェームズ・キング（James King, 1925年5月22日 – 2005年11月20日）は、第二次世界大戦後を代表するテノール歌手のひとりで、米国屈指のヘルデンテノール。

## 来歴・人物
カンザス州ドッジシティ出身。ルイジアナ州立大学に音楽を学んだ後、1952年にカンザス・シティ市立大学にて修士号を取得。当初はバリトンとして歌手活動に入ったが、1955年に自らの声域に気づいてテノールに転向した。1961年にシンシナティでオペラ歌手としてオーディションに合格し、《カルメン》のドン・ホセを歌ってサンフランシスコ歌劇場にてデビューを果たす。1962年から1965年までベルリン・ドイツ・オペラにおいて、フランス・オペラやイタリア・オペラの歌手として活躍したのを皮切りに、世界各地の主要な歌劇場に出演した。メトロポリタン歌劇場には1966年にデビュー。
カール・ベームに認められ、いわゆるベーム・ファミリーとしてウィーン国立歌劇場をはじめとして欧米のすべての主要な歌劇場に出演するかたわら、録音活動にも積極的だった。なかでも最も有名な録音の一つは、レナード・バーンスタイン指揮ウィーン・フィルハーモニー管弦楽団ならびにディートリヒ・フィッシャー＝ディースカウとの共演による、マーラーの《大地の歌》であろう。
キングは、とりわけ高音域において、張りと伸びやかさのある声で名高く、それでいて愁いと透明感も帯びており、若々しく情熱的な歌唱様式と相俟って、聞き手に強い印象を残した。1997年に《フィデリオ》のフロレスタン役でウィーン国立歌劇場に最後の出演を果たしたが、その歌唱はとりわけ評価が高かった。また1984年から2003年までインディアナ大学で教鞭を執っていた。
私生活では3度の結婚で5人の子供を儲けており、亡くなった時には先妻エリザベス・ライヴリーと復縁していた。